# Marlon James (romancier)
Pour l’article homonyme, voir Marlon James.
Œuvres principales
- John Crow's Devil (2005)
- The Book of Night Women (2009)
- Brève histoire de sept meurtres (2014)
- Léopard noir, loup rouge (2019)

Marlon James, né le 24 novembre 1970 à Kingston en Jamaïque, est un romancier jamaïcain. Il a publié quatre romans : John Crow's Devil (en) (2005), The Book of Night Women (2009), Brève histoire de sept meurtres (2014) et Léopard noir, loup rouge (2019).

## Biographie
Marlon James est diplômé de l'université des Indes occidentales en langage et littérature (1991).
Il a reçu un diplôme de doctorant à la suite de sa création littéraire par l'université de Wilkes en Pennsylvanie en 2006.
Marlon James enseigne l'anglais et la création littéraire à l'université Macalester à Saint Paul dans le Minnesota depuis 2007.
Il est ouvertement gay.

## Parcours littéraire
Son roman John Crow's Devil (en) présente l'histoire du combat biblique dans un village reculé en Jamaïque en 1957.
Son roman The Book of Night Women, traite de la révolte d'une femme esclave dans une plantation en Jamaïque au début du XIXe siècle.
Son roman édité en 2014, Brève histoire de sept meurtres, explore plusieurs décennies de l'histoire jamaïcaine et de l'instabilité politique à travers le point de vue de plusieurs narrateurs. Ce roman a reçu le prix OCM Bocas Prize for Caribbean Literature en 2015 dans la catégorie fiction ainsi que le prix Booker.

## La série télévisée Get Millie Black
Marlon James est le créateur et producteur de la série télévisée Get Millie Black, diffusée fin 2024.

## Œuvres

### SérieDark Star
1. Léopard noir, loup rouge, Albin Michel, 2022 ((en) Black Leopard, Red Wolf, 2019), trad. Héloïse Esquié, 704 p.  (ISBN 978-2-226-44249-9)Réédition, Le Livre de poche no 37851, 2025, 992 p. (ISBN 978-2-253-25095-1) - Prix Locus du meilleur roman d'horreur 2020
2. La Sorcière de lune, Albin Michel, 2025 ((en) Moon Witch, Spider King, 2022), trad. Héloïse Esquié, 720 p.  (ISBN 978-2-226-45030-2)

### Romans indépendants
- (en) John Crow's Devil (en), 2005
- (en) The Book of Night Women, 2009
- Brève histoire de sept meurtres, Albin Michel, 2016 ((en) A Brief History of Seven Killings, 2014), trad. Valérie Malfoy

## Prix et distinctions
- 2009 - Finaliste du prix National Book Critics Circle pour The Book of Night Women
- 2010 - Prix Dayton Literary Peace (catégorie fiction) pour The Book of Night Women
- 2010 - Prix Minnesota Book (catégorie Roman et nouvelle) pour The Book of Night Women
- 2013 - Médaille d'argent Musgrave  par l'Institut de Jamaïque
- 2014 - Finaliste du Prix National Book Critics Circle pour Brève histoire de sept meurtres
- 2015 - Prix Anisfield-Wolf Book  dans la catégorie fiction pour Brève histoire de sept meurtres
- 2015 - Prix Booker pour Brève histoire de sept meurtres[2]
- 2015 - American Book Awards pour Brève histoire de sept meurtres
- 2020 - Prix Locus du meilleur roman d'horreur pour Léopard noir, loup rouge